# P3 Flyers
Die P3 Flyers  sind ein ziviles Kunstflugteam das mit Pilatus P-3 Vorführungen in Europa fliegt.

## Geschichte
Das Team verwendet P-3 die früher von der Schweizer Luftwaffe verwendet wurden. 
Die erste Pilatus P-3 für das Team wurde im Jahr 1992 gekauft, das Team-Debüt war im Jahr 1996 mit zwei Flugzeugen. Im Jahr 2001 war die erste offizielle Vorführung mit drei Flugzeugen. 
In den ersten Jahren wurden einfache Überflüge an Airshows mit 2 – 3 Flugzeugen gezeigt. Jedoch schnell kam der Wunsch auf ein Programm mit verschiedenen Flugfiguren zu zeigen. Das Team erhielt vom BAZL im Jahr 2003 die Bewilligung für Kunstflugvorführungen, nun mit 4 Flugzeugen. Diese Berechtigung muss jedes Jahr nach einem 3 Tägigen Training im Frühling durch das BAZL neu erteilt werden. 
Im Jahr 2006 kam das 5. Flugzeug hinzu, wodurch komplexere Choreografien und zusätzliche Elemente möglich wurden. Seit 2007 sind alle 5 Flugzeuge mit einem Rauchsystem versehen. Die P3 flyers fliegen in den Sommermonaten Vorführungen lokal im Tessin, national in der Schweiz und international im übrigen Europa. So war das Team im Jahr 2011 am RIAT in Grossbritannien oder 2016 in Tschechien. In der Schweiz flogen sie am 75-Jahre-Firmenjubiläum der Pilatus Flugzeugwerke mit dem Pilatus PC-24 roll out auf dem Flugplatz Buochs oder an der Air14 auf dem Militärflugplatz Payerne.

## Team
- Marco Guscio #1

Teamleader
CPL / CRI  2800 flight hours
- Valerio Caroni  #2

Right wing
PPL / CRI   1200 flight hours
- Fabrizio Pongelli   #3

Left wing
PPL/CRI/IR     570 flight hours
- Marc Roth   #4

Second solo
FE/FII/FI/CPL   4500  flight hours
- Mani Vetterli   #5

First solo
PPL   2500  flight hours
- Andrea Cavadini   #6

ATPL   8000 flight hours
- Nicolas Poncini   #7

PPL   290  flight hours
- Boris Comazzi

Technical Support
Historical memory